# Astragalus humillimus
Astragalus humillimus es una especie de planta del género Astragalus, de la familia de las leguminosas, orden Fabales.

## Distribución
Astragalus humillimus se distribuye por Estados Unidos.

## Taxonomía
Fue descrita científicamente por A. Gray. Fue publicada en T.S.Brandegee, Fl. S. W. Colorado: 235 (1876).